# Eizo Kenmotsu
Eizo Kenmotsu (13 februari 1948) is een Japans turner.
Kenmotsu won met de Japanse ploeg driemaal olympisch goud en vier wereldtitels. Kenmotsu won individueel olympisch zilver in de meerkamp in 1972 en aan de rekstok en op paard voltige in 1976. Kenmotsu won olympische brons aan de rekstok in 1968 en aan de brug en op paard voltige in 1972. Kenmotsu werd in 1970 wereldkampioen in de meerkamp en aan de rekstok en in 1974 en 1978 aan de brug.

## Resultaten

### Olympische Zomerspelen
| Jaar | Plaats      | Resultaten |
| ---- | ----------- | --- |
| 1968 | Mexico-stad | in de landenwedstrijd aan de rekstok 4e in de meerkamp 5e aan de brug 5e op paard voltige 6e op sprong 6e op vloer                |
| 1972 | München     | in de landenwedstrijd in de meerkamp aan de brug op het paard voltige 4e op vloer 4e op sprong 4e aan de rekstok 5e aan de ringen |
| 1976 | Montreal    | in de landenwedstrijd aan de rekstok op het paard voltige 5e aan de ringen 6e op vloer                                            |

### Wereldkampioenschappen turnen
| Jaar | Plaats      | Resultaten                                                                                              |
| ---- | ----------- | --- |
| 1970 | Ljubljana   | in de landenwedstrijd · in de meerkamp · aan de rekstok · aan de brug · op vloer · op het paard voltige |
| 1974 | Varna       | in de landenwedstrijd · aan de brug · aan de rekstok · in de meerkamp · op de meerkamp                  |
| 1978 | Straatsburg | in de landenwedstrijd · aan de brug · in de meerkamp                                                    |
| 1979 | Fort Worth  | in de landenwedstrijd                                                                                   |

1904: Grieb, Hess, Heida, Kassell, Lenhart, Reckeweg ·
1908: Åsbrink, Bertilsson, Cedercrona, Cervin, Degermark, Folcker, Forssman, Granfelt, Hårleman, Hellsten, Höjer, Holmberg, Holmberg, Holmberg, Jahnke, Jarlén, Johnsson, Johnsson, von Kantzow, Landberg, Lanner, Ljung, Moberg, Norberg, Norberg, Norberg, Norling, Norling, Olson, Peterson, Rosén, Rosenquist, Sjöblom, Sörvik, Sörvik, Svensson, Vingqvist, Widforss ·
1912: Bianchi, Boni, Braglia, Domenichelli, Fregosi, Gollini, Loi, Maiocco, Mangiante, Mangiante, Mazzarocchi, Romano, Salvi, Savorini, Tunesi, Zampori, Zanolini, Zorzi ·
1920: Andreoli, Bellotto, Bianchi, Bonatti, Cambiaso, Contessi, Costigliolo, Costigliolo, Domenichelli, Ferrari, Fregosi, Ghiglione, Levati, Loi, Lucchetti, Maiocco, Mandrini, Mangiante, Marovelli, Mastromarino, Paris, Pastorini, Roselli, Salvi, Tubino, Zampori, Zorzi ·
1924: Cambiaso, Lertora, Lucchetti, Maiocco, Mandrini, Martino, Paris, Zampori ·
1928: Grieder, Güttinger, Hänggi, Mack, Miez, Pfister, Steinemann, Wezel ·
1932: Capuzzo, Guglielmetti, Lertora, Neri, Tognini ·
1936: Beckert, Frey, Schwarzmann, Stadel, Stangl, Steffens, Volz, Winter ·
1948: Aaltonen, Huhtanen, Laitinen, Rove, Saarvala, Salmi, Savolainen, Teräsvirta ·
1952: Beljakov, Berdijev, Korolkov, Leonkin, Moeratov, Perelman, Sjaginjan, Tsjoekarin ·
1956: Azarjan, Moeratov, Sjachlin, Stolbov, Titov, Tsjoekarin ·
1960: Aihara, Endo, Mitsukuri, Ono, Takemoto, Tsurumi ·
1964: Endo, Hayata, Mitsukuri, Ono, Tsurumi, Yamashita ·
1968: Endo, S. Kato, T. Kato, Kenmotsu, Nakayama, Tsukahara ·
1972: Kasamatsu, Kato, Kenmotsu, Nakayama, Okamura, Tsukahara ·
1976: Fujimoto, Igarashi, Kajiyama, Kato, Kenmotsu, Tsukahara ·
1980: Andrianov, Azarjan, Ditjatin, Makoets, Markelov, Tkatsjov ·
1984: Conner, Daggett, Gaylord, Hartung, Johnson, Vidmar ·
1988: Artemov, Bilozertsjev, Gogoladze, Charkow, Ljoekin, Novikov ·
1992: Belenki, Korobtsjinski, Misjoetin, Sjaripov, Tsjerbo, Voropajev ·
1996: Sergei Charkow, Krjoekov, Nemov, Podgorny, Troesj, Vasilenko, Voropajev ·
2000: Huang, Li, Xiao, Xing, Yang, Zheng ·
2004: Kashima, Mizutori, Nakano, Tomita, Tsukahara, Yoneda ·
2008: Chen, Huang, Li, Xiao, Yang, Zou ·
2012: Chen, Feng, Guo, Zhang, Zou ·
2016: Katō, Shirai, Tanaka, Uchimura, Yamamuro ·
2020: Abljazin, Beljavskij, Dalalojan, Nagorny ·
2024: Hashimoto, Kaya, Oka, Sugino, Tanigawa
- CiNii: DA01942153
- International Standard Name Identifier: 0000 0003 8037 6712
- Bibliotheek van het Japanse parlement: 00102144
- Virtual International Authority File: 258963329